# 青年運動史蹟館
青年運動史蹟館（청년운동사적관）是一座位於朝鮮民主主義人民共和國首都平壤市萬景臺區域的博物館。該館是為紀念金日成金正日主義青年同盟創辦70周年而興建，於2016年開幕。
博物館樓高三層，總佔用面積為2萬平方米，建築面積是10460平方米，設總序廳、大型半景畫室、電子閱覽室和14個展覽館，每個展覽館分別展示不同革命年代間金日成和金正日「為加強和發展主體青年運動所建樹業績」的照片、資料和文物。據朝鮮中央通訊社報導，截止2017年1月，共有17萬人到訪過該館。

## 展覽館
據朝鮮官方出版的《朝鮮畫報》和《今日朝鮮》不完全介紹，青年運動史蹟館有以下展覽館：
- 1號展覽館：展出金日成於1926年進入華成私塾及建立「打倒帝國主義同盟」的事迹
- 2號展覽館：展出金日成創立金日成金正日主義青年同盟前身朝鮮民主青年同盟和鼓勵南韓青年投奔北韓的經過
- 3號展覽館：表揚於韓戰期間作出貢獻的青年
- 4號展覽館：顯示1956年11月4日在平壤舉行的「青年學生火炬遊行」資料
- 5號展覽館：金日成接見參與鐵路建設、於礦場和發電站工作的青年相片
- 6號展覽館：金日成領導朝鮮民主青年同盟第五次代表大會的資料
- 11和12號展覽館：展出歷年「青年英雄」的照片

## 資料來源
1. ↑  "金正恩视察新建的青年运动史迹馆" 《朝鮮中央通訊社》 2016-01-20
2. ↑  "青年运动史迹馆正式开馆" 《朝鮮中央通訊社》 2016-01-22
3. 1 2  "青年強國歷史永遠光芒" 《朝鮮畫報》2016.08 P.10-14
4. ↑  "青年运动史迹馆开馆一年来接待１７万人" 《朝鮮中央通訊社》 2017-01-20
5. ↑  "青年運動史蹟館所傳的故事" 《今日朝鮮》2016.08 P.16-17